# Odnalezienie ciała św. Marka
Odnalezienie ciała św. Marka (wł. Ritrovamento del corpo di san Marco) – obraz włoskiego malarza Jacopa Tintoretta.
Jeden z trzech obrazów składających się na cykl stworzony dla bractwa świeckiego Szkoła św. Marka (Scuola di San Marco) w Wenecji. Pozostałymi dziełami były Święty Marek ratujący Saracena i Przeniesienie ciała św. Marka. Obrazy były darem Tommasa Rangone, weneckiego lekarza i filozofa, gwardiana Scuoli, który w 1562 roku sam zaproponował bractwu, iż ufunduje dekoracje kapitularza Scuoli San Marco obrazami z życia patrona Wenecji, św. Marka. Prace zostały zlecone Tintorettowi. W 1807 roku został zlikwidowane bractwo a dwa płótna zostały wysłane do Wiednia, a następnie do Gallerii dell’Academii, trzecie Odnalezienie ciała św. Marka w 1811 roku trafiło do Pinakoteki Brera.
Dzieło przedstawia moment odnalezienia ciała św. Marka przez dwóch kupców weneckich Bona da Malamocco i Rustica da Torcello. Z prawej strony widoczna jest scena wyjmowania ciała z grobowca, po lewej znajduje się postać stojącego Marka z wyciągniętą ręką wstrzymującego dalsze przeszukiwania grobów. Poniżej u jego stóp widoczne jest jego ciało. Po prawej stronie u dołu Tintoretto przedstawił obłąkanego nawiązując do wiary w relikwie świętych, które mają uzdrawiać chorych. Głęboko w tle widoczne są dwie postacie, niepomne na świętego Marka, dalej przeszukujące groby.
Kompozycja obrazu daje bardzo silny efekt dynamiczny. Surrealistyczna scena spotęgowana światłem daje efekt grozy, a perspektywa nadaje pomieszczeniu wygląd długiego lochu.